# Schola Cantorum de Paris

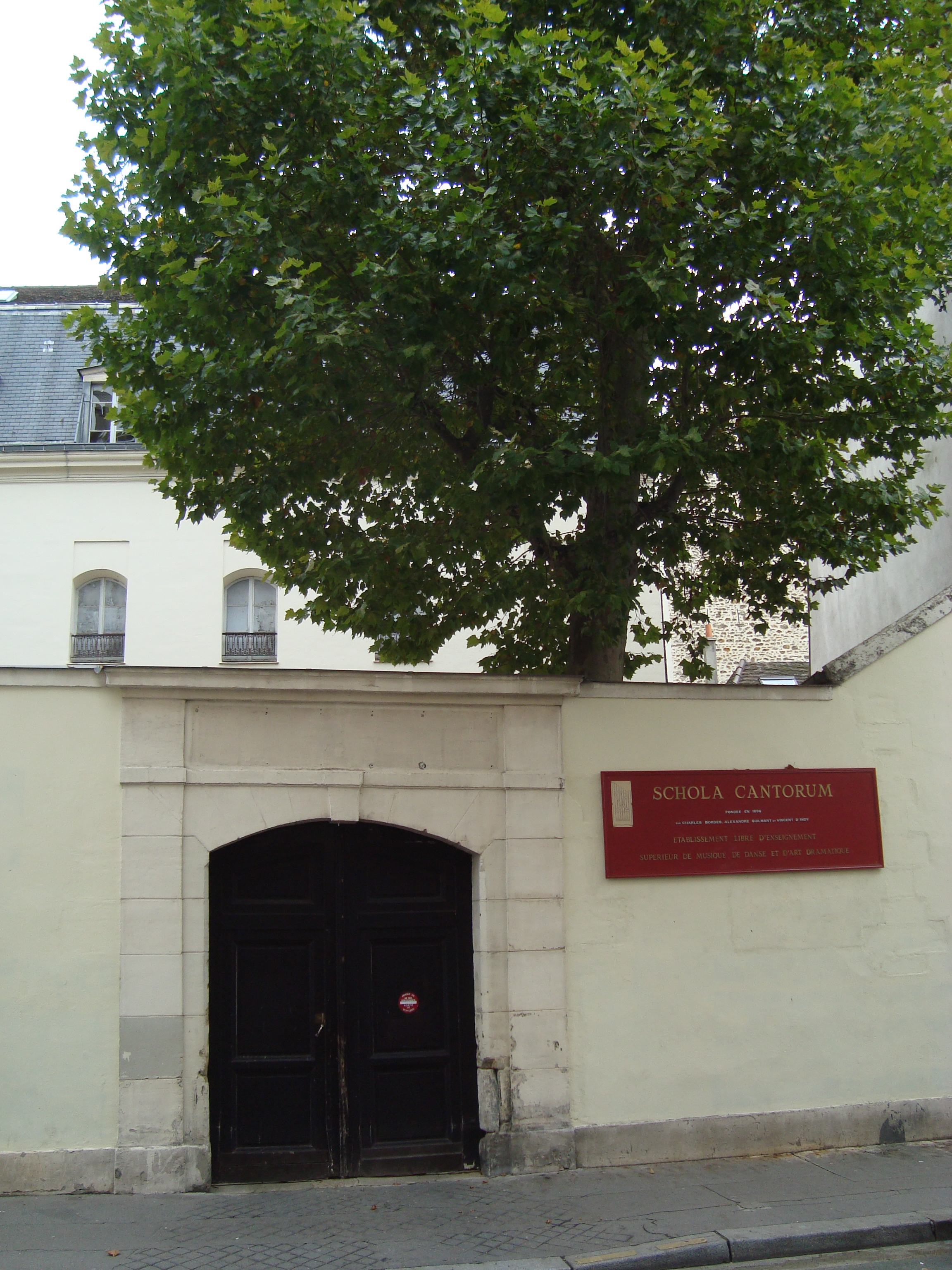
Ingresso alla Schola Cantorum, Rue Saint-Jacques, Parigi.

La Schola Cantorum de Paris è una scuola privata di ordine superiore di musica, arte drammatica e danza, sita a Parigi. Si trova nell'edificio dell'antico monastero dei benedettini inglesi, al 269 rue Saint-Jacques. Il suo direttore attuale è Michel Denis.

## Storia

### Inizi
Tre personaggi, Charles Bordes, Alexandre Guilmant e Vincent d'Indy, furono i mandanti di un movimento che si proponeva di promuovere la musica liturgica cattolica chiamata canto gregoriano e quella polifonica di origine cristiana, soprattutto quella "palestriniana", dal nome del maestro romano del XVI secolo Giovanni Pierluigi da Palestrina, rappresentativa della riforma tridentina, le cui idee musicali erano ancora una volta onorate in quel momento in Vaticano. Dalla tribuna di questo movimento della Chiesa di Saint-Gervais dove Bordes era maestro di cappella, la storia della Schola si fonde con quella dei Cantori di Saint-Gervais che diffondevano in Francia il vecchio repertorio religioso tra cui le Cantate di Bach. Bordes creò la sua casa editrice e pubblicò un'Anthologie des maîtres religieux che divenne una guida riconosciuta.
Il 6 giugno 1894, Bordes, Guilmant e d'Indy, riuniti nella sala del Maestro di Saint-Gervais, con il canonico di Bussy, l'abate Noyer primo vicario, l'abate Chappuy, vicario di San Francesco Saverio, l'abate Perruchot allora maestro di cappella della Madonna del Bianco Mantello, fondarono la Société de propagande pour la divulgation des chefs-d'œuvre religieux. Ma il titolo era troppo lungo e Charles Bordes propose quello di Schola Cantorum, subito adottato. Venne deciso anche di pubblicare una rivista mensile La Tribune de Saint-Gervais, che pubblicava articoli che ponevano la nuova scuola come estensione diretta della scuola di musica religiosa di Alexandre-Étienne Choron, della società di musica vocale religiosa e classica del principe della Moskowa e in competizione con la École Niedermeyer, per:
- il ritorno alla tradizione gregoriana per l'esecuzione del canto e l'applicazione alle varie edizioni diocesane;
- ridare lustro alla musica del Palestrina come modello di musica figurata che può essere associata al canto gregoriano per le festività solenni;
- la creazione di una musica religiosa moderna, rispettosa dei testi e delle leggi della liturgia, ispirata al Palestrina e alle tradizioni gregoriane;
- migliorare il repertorio degli organisti dal punto di vista della loro unione con le melodie gregoriane appropriate alle differenti funzioni religiose.

La scuola venne aperta il 15 ottobre 1896, senza risorse finanziarie, in rue Stanislas, all'angolo con il boulevard Montparnasse.
Il suo scopo era quello di fornire corsi base gratuiti, pagare i corsi superiori e i corsi serali o popolari. Essi erano affidati all'abate Vigourel per gli studi gregoriani, a M. Shilling per il canto gregoriano, ad Alexandre Guilmant per l'organo e ad André Pirro per il pianoforte. I corsi teorici erano tenuti da G. Boisjardin (solfeggio) Fernand de La Tombelle (armonia), e Vincent d'Indy (contrappunto e composizione).
Il primo anno ci sono furono 21 iscrizioni, comprese quelle di Déodat Séverac e René de Castera. Gli inizi furono difficili. Occorse creare più classi: organo con Abel Decaux e pianoforte superiore con Édouard Risler.
Al fine di ampliare l'insegnamento, vennero invitati i docenti Marie Bobillier J. Combarieu, Pierre Aubry, Dom Parisot, abate benedettino dell'abbazia di Saint-Pierre de Solesmes, André Hallays e Guy Ropartz.

### All'inizio del XX secolo
Nel 1900, due avvenimenti importanti decisero le sorti della scuola:
- Charles Bordes diventato impresario di spettacoli in una dépendance dell'Exposition universelle in cui era installata la ricostruzione di un'antica strada del centro di Parigi (con una chiesa costruita in cartone) e più di sessanta mila spettatori attraversarono il portico per ascoltare i Chanteurs de Saint-Gervais aiutando ad aumentare la conoscenza della Schola)
- Venne firmato un contratto di locazione di un bell'edificio situato al 269, rue Saint-Jacques, ex monastero dei benedettini inglesi. Nel mese di settembre, Bordes aprì la nuova sede con un congresso su Assises sur la musique religieuse (durato cinque giorni). Il 2 novembre 1900 vi fu l'inaugurazione dei nuovi corsi con un concerto serale.

Il regolamento della scuola stabilì le seguenti regole:
- nessun limite di età per l'ammissione;
- un esame ai primi di ottobre e, se del caso, all'inizio di ogni trimestre;
- un diploma di istruzione è concesso agli studenti dei corsi secondari e superiori (con eventuali menzioni);
- organizzazione di concerti ai quali prendono parte gli allievi strumentisti e cantanti;
- obbligo di partecipare alle prove di canto per tutti gli allievi strumentisti;
- divieto di presentare agli esami pezzi diversi da quelli elencati nella repertorio pubblicato a seguito del regolamento.

Nel 1905, la scuola contava 300 allievi; 400 nel 1912, 500 nel 1924. Alla morte di Bordes, avvenuta a Tolone l'8 novembre 1909 e quella di Guilmant il 29 marzo 1911 a Meudon, Vincent d'Indy iniziò ad insegnare composizione e a dirigere le prove dell'orchestra.

### 1931, lo sbando
Alla morte di Vincent d'Indy nel 1931, il consiglio di amministrazione della Schola andò allo sbando. 
Così commentò Joseph Canteloube nel suo libro Vincent d'Indy: 
(Joseph Canteloube, Vincent d’Indy, Laurens, 1951)

### Epoca contemporanea
Dal 1980, la Schola Cantorum di Parigi ha lo statuto di scuola privata di insegnamento superiore.

## Funzionamento

### Formazione
L'insegnamento alla Schola Cantorum è strutturato su tre cicli, di tre anni ciascuno:
- Primo ciclo
- Ciclo superiore
- Ciclo di diploma (virtuosismo/concerto/perfezionamento)

### Discipline
La scuola fornisce l'istruzione per molte discipline strumentali e vocali (per solisti e ensemble) e corsi di formazione musicale (scrittura musicale, analisi, teoria, composizione, orchestrazione, teatro e danza.
Essa rilascia, inoltre, un diploma di danza terapia, dopo due anni di formazione.